# Заградовський сільський округ
Загра́довський сільський округ (каз. Заградов ауылдық округі, рос. Заградовский сельский округ) — адміністративна одиниця у складі Єсільського району Північноказахстанської області Казахстану. Адміністративний центр — село Заградовка.
Населення — 1166 осіб (2021; 1892 у 2009, 2452 у 1999, 3447 у 1989).
Станом на 1989 рік існувала Заградовська сільська рада (села Горне, Джамбул, Заградовка, Малиновка, Слов'янка, Тонкошуровка) колишнього Московського району. Село Слов'янка ліквідовано 2024 року.

## Склад
До складу округу входять такі населені пункти:
| Населений пункт    | Старі назви | Населення, осіб (1989) | Населення, осіб (1999) | Населення, осіб (2009) | Населення, осіб (2021) |
| ------------------ | ----------- | ---------------------- | ---------------------- | ---------------------- | ---------------------- |
| Горне, село        | -           | 586                    | 435                    | 428                    | 195                    |
| Жамбил, село       | -           | 201                    | 128                    | 103                    | 43                     |
| Заградовка, село   | -           | 1300                   | 1125                   | 1000                   | 829                    |
| Малиновка, село    | -           | 203                    | -                      | -                      | -                      |
| Слов'янка, село    | -           | 237                    | 158                    | 102                    | 6                      |
| Тонкошуровка, село | -           | 920                    | 606                    | 259                    | 93                     |